# Idioma urequena
El urequena (también urekena y arequena) es una lengua muerta estrechamente relacionada con el idioma andoque, que aún se habla en la cuenca del río Putumayo. El urequena está muy mal documentado, de hecho, sólo se conocía por una lista de palabras inédita del naturalista austriaco Johann Natterer que probablemente fue registrada en junio o julio de 1831.

## Vocabulario
La siguiente tabla adaptada de Jolkesky (2016) muestra las similitudes entre el urequena y el andoque.: 285  Los datos del urequena (uerequena, arequena, orelhudos) proceden de un manuscrito sin fecha del siglo XIX del naturalista austríaco Johann Natterer. Natterer da el río Içá (o río Putumayo) como la ubicación de la lengua.
| GLOSA                 | GLOSA ORIGINAL (Portugués, Jolkesky 2016) | Urequena (transcripción) | Urequena (AFI) | Andoque                     |
| --------------------- | ----------------------------------------- | ------------------------ | -------------- | --------------------------- |
| 1.ª SG (I)            | 1.S                                       | no-, nö-                 | no-, nə-       | no-, o-                     |
| 3.ª SG.INDEF          | 3.S.INDEF                                 | ni-, in-                 | ni-, in-       | ni-, i-                     |
| 1.ª PLURAL 'nosotros' | 1.P                                       | kau-                     | kau-           | ka(a)-                      |
| 'agua'                | água                                      | da u koü                 | daukʷɯ         | dʌʉhʉ                       |
| 'arco'                | arco                                      | bàarù                    | baaru          | pãhã-se ‘arco’              |
| 'banana'              | banana                                    | kòka-rè                  | kɔka-ræ        | kɒkɒ-pɤ                     |
| 'brazo'               | braço                                     | -nùka                    | -nũka          | -nõka                       |
| 'cabeza'              | cabeça                                    | -nari                    | -nari          | -tai:                       |
| 'canoa'               | canoa                                     | pau kö                   | paukə          | pukə̃                        |
| 'lluvia'              | chuva                                     | da oié                   | dawiæ          | dɤʔi                        |
| 'dedo'                | dedo                                      | -ni-rui                  | -ni-rui        | -si-domĩ                    |
| 'diente'              | dente                                     | -konì                    | -konĩ          | -kónĩ                       |
| 'estómago'            | estômago                                  | -tuu                     | -tuː           | -tura                       |
| 'estrella'            | estrela                                   | vuai kùi                 | βuaikui        | fʉəkhʉ                      |
| 'lengua'              | língua                                    | -tschoru                 | -ʧoru          | -sonə̃                       |
| 'hacha'               | machado                                   | föü                      | ɸəɯ            | pʌʌ                         |
| 'maíz'                | milho                                     | schuu                    | ʃuu            | soboi                       |
| 'nariz'               | nariz                                     | -vüta                    | -βɯta          | -pɤta                       |
| 'ojo'                 | olho                                      | -jakoü                   | -jakoɯ         | -ákʌ                        |
| 'pantorilla'          | pantorrilha                               | -va                      | -βa            | -pã ‘pierna’                |
| 'pierna'              | perna                                     | -va-tana                 | -βa-tana       | -pã ‘pierna’; -tanə̃ ‘hueso’ |
| 'red'                 | rede                                      | kooma͠n                   | koːmã          | komə̃                        |
| 'uña'                 | unha                                      | govü-tarü                | ɡoβɯ-tarɯ      | -si-kopɤ                    |